# 초량초등학교
초량초등학교는 대한민국 부산광역시 동구 초량동에 있는 공립 초등학교이다.

## 학교 연혁
- 1937년 4월 10일 부산초량공립보통학교로 개교
- 1938년 4월 1일 부산초량공립심상소학교로 개
- 1941년 4월 1일 부산초량공립국민학교로 개칭
- 1945년 9월 24일 재개교
- 1996년 3월 1일 초량초등학교로 개칭
- 2001년 11월 1일 화상회의 시스템 설치
- 2004년 2월 9일 강당 신축

## 참고 자료
- 초량초등학교 - 한국교육학술정보원 학교알리미